# Never Say Goodbye (песня Hardwell и Dyro)
«Never Say Goodbye» — песня голландских диджеев и продюсеров Hardwell и Dyro, при участии американской певицы Bright Lights. Это второй сингл из сборника Hardwell Hardwell Presents Revealed Volume 4.

## Предыстория
О песне было впервые объявлено на шоу Hardwell Ultra Music Festival 2013 в Майами.

## Отзывы критиков
Спустя 7 лет после выхода песни Пол Тора из We Rave You подумал, что «безумная мелодия и энергия песни не устарели и до сих пор дают этому фестивалю ощущение мурашки по коже». Спустя 8 лет после выхода песни Дилан Смит из EDM Network написал аналогичное мнение, напоминая, что «„Never Say Goodbye“ была важным саундтреком к горизонту пикового времени летом 2013 года».

## Музыкальное видео
Музыкальное видео вышло 2 июля 2013 года на Youtube-канале HardwellВидео на YouTube Съёмки проходили в Токийском метрополитене, Япония.

## Список композиций
Netherlands — Digital download — Revealed (REVR061)
1. «Never Say Goodbye» — 5:23

Netherlands — Digital download — Revealed (REVR062)
1. «Never Say Goodbye» (Radio Edit) — 3:25
2. «Never Say Goodbye» — 5:23

Wildstylez Remix — Netherlands — Digital download — Revealed (REVRSP010)
1. «Never Say Goodbye» (Wildstylez Radio Edit) — 3:17

Wildstylez Remix — Netherlands — Digital download — Revealed (REVR071)
1. «Never Say Goodbye» (Wildstylez Remix) — 6:00

## Чарты
| Чарт (2013)                                | Высшая позиция |
| ------------------------------------------ | -------------- |
| Бельгия/Валлония (Ultratip Bubbling Under) | 20             |
| US Dance/Mix Show Airplay (Billboard)      | 6              |